# ميرتشا رادوليسكو
ميرتشا رادوليسكو (بالرومانية: Mircea Rădulescu)‏ هو مدرب كرة قدم ولاعب كرة قدم روماني في مركز الدفاع، ولد في 31 أغسطس 1941 في بوخارست في رومانيا. لعب مع ستيودينتيسك بوخارست.

## وصلات خارجية
- ميرتشا رادوليسكو على موقع قاعدة بيانات كرة القدم.إي يو (الإنجليزية)